# Module plat
La notion de module plat a été introduite et utilisée, en géométrie algébrique, par Jean-Pierre Serre. Cette notion se trouve également dans un ouvrage contemporain d'Henri Cartan et Samuel Eilenberg en algèbre homologique.  Elle généralise les modules projectifs et a fortiori les modules libres. En algèbre commutative et en géométrie algébrique, cette notion a été notamment exploitée par Alexander Grothendieck et son école, et s'est révélée d'une importance considérable.

## Définition
Un module M sur un anneau commutatif (unitaire) A est dit plat si le foncteur produit tensoriel avec M est exact, c'est-à-dire pour toute suite exacte
de A-modules, la suite obtenue par produit tensoriel
reste exacte. Comme le produit tensoriel est exact à droite pour tout module, la propriété revient à dire que pour tout morphisme injectif de A-modules N → L, l'application induite N⊗AM → L⊗AM est injective. 
La notion de platitude se définit de la même façon pour les modules sur un anneau unitaire non nécessairement commutatif. 
On dit qu'un morphisme d'anneaux φ : A → B est plat si B est plat pour la structure de A-module induite par φ. On dit aussi que B est plat sur A, le morphisme φ étant sous-entendu.

## Exemples
- Le ℤ-module ℤ/2ℤ n'est pas plat : l'application multiplication par 2, de ℤ dans ℤ, est injective, mais si on la tensorise par ℤ/2ℤ, elle devient nulle, alors que ℤ⊗ℤ( ℤ/2ℤ ) est non nul car isomorphe à ℤ/2ℤ. Donc l'application après tensorisation n'est plus injective. Plus généralement, tout A-module plat est sans torsion, c'est-à-dire que ax = 0 avec a∈A et x∈M n'est possible que si x = 0 ou si a est un diviseur de zéro dans A.
- Tout module libre est plat. Ainsi, sur un corps, tout espace vectoriel est plat.
- Tout module projectif est plat. La réciproque est fausse en général[4], mais un module plat de présentation finie est toujours projectif.
- Sur un anneau de Dedekind A, tout module plat de type fini est isomorphe à An⊕I pour un entier positif ou nul n et un idéal I de A.
- Tout morphisme de localisation A → S-1A est plat.
- Supposons A noethérien local d'idéal maximal {\displaystyle {\mathfrak {m}}}. Soit {\displaystyle {\hat {A}}} son complété formel (en) pour la topologie {\displaystyle {\mathfrak {m}}}-adique. Alors l'homomorphisme canonique {\displaystyle A\to {\hat {A}}} est injectif et plat. Si B est un autre anneau local noethérien tel que {\displaystyle A\subseteq B\subseteq {\hat {A}}} et que l'idéal maximal de B soit égal à {\displaystyle {\mathfrak {m}}B}, alors A  → B est plat. Cela implique que l'inclusion canonique de ℂ[T1, … , Tn] dans l'anneau {\displaystyle {\mathcal {O}}_{n}} des germes de fonctions holomorphes à n variables à l'origine est un homomorphisme plat.
- Plus généralement, soit {\displaystyle A} un anneau commutatif noethérien, {\displaystyle {\mathfrak {m}}} un idéal de {\displaystyle A} et {\displaystyle {\hat {A}}} le séparé complété de {\displaystyle A} pour la topologie {\displaystyle {\mathfrak {m}}}-adique. Le {\displaystyle A}-module {\displaystyle {\hat {A}}} est plat. Cela implique que l'anneau des séries formelles {\displaystyle A\left[\left[X_{1},...,X_{n}\right]\right]} est un {\displaystyle A}-module plat, puisque {\displaystyle A\left[X_{1},...,X_{n}\right]} est un {\displaystyle A}-module libre et que {\displaystyle A\left[\left[X_{1},...,X_{n}\right]\right]} est son complété pour la topologie {\displaystyle {\mathfrak {m}}}-adique où {\displaystyle {\mathfrak {m}}} est l'idéal constitué des polynômes sans terme constant[5].

- (Platitude générique[6]) Soient {\displaystyle A} un anneau intègre, {\displaystyle B} une {\displaystyle A}-algèbre de présentation finie et {\displaystyle M} un module de présentation finie sur {\displaystyle B}, alors il existe {\displaystyle f\in A} non nul tel que la localisation {\displaystyle M_{f}} soit plat (et même libre) sur {\displaystyle A_{f}}.

## Quelques critères
- M est plat si et seulement si pour tout idéal I de A, l'application canonique I⊗AM → M qui à a⊗x associe ax, est injective.
- Si A est local et si M est de type fini sur A, alors M est plat si et seulement s'il est libre.
- Sur un anneau de Dedekind, un module est plat si et seulement s'il est sans torsion.
- Sur un anneau A quelconque, M est plat si et seulement s'il est universellement sans torsion[7], c'est-à-dire pour toute algèbre de type fini B sur A, le B-module M⊗AB est sans torsion sur B.
- (Nature locale de la platitude) M est plat sur A si et seulement si pour tout idéal maximal m de A, le produit tensoriel M⊗AAm est plat sur Am.
- (Théorème de Govorov et D. Lazard)[8] Un module est plat si et seulement si c'est une limite inductive de modules libres de rang fini.

## Opérations laissant stables les modules plats
- Si M et N sont plats, alors M⊕N (plus généralement, toute somme directe de modules plats) et M⊗AN sont plats.
- Toute limite inductive de modules plats est un module plat.
- (Changement de base) Si A  → B est un morphisme d'anneaux (unitaire) quelconque et si M est plat sur A, alors M⊗AB est plat sur B.
- Soit 0 → N → L → K → 0 une suite exacte. Si N et K sont plats, alors L aussi. Si L et K sont plats, alors N aussi. Par contre, si N et L sont plats, il n'y a aucune raison que K soit plat (considérer par exemple N=2ℤ  et L=ℤ).
- En général un sous-module d'un module plat n'est pas plat. De même le quotient d'un module plat n'est pas plat.

## Fidèle platitude
Une propriété plus forte que la platitude est la fidèle platitude. On dit qu'un A-module M est fidèlement plat s'il est plat et si pour tout  A-module non nul N, on a M⊗AN ≠ 0. 
On dit qu'un homomorphisme d'anneaux φ : A → B est fidèlement plat s'il fait de B un A-module fidèlement plat. C'est équivalent à dire que A  → B est plat et que pour tout idéal maximal M de A, il existe un idéal maximal N de B tel que M = φ-1(N). 
Tout module libre non nul est fidèlement plat. Le ℤ-module ℚ est plat mais non fidèlement plat.

## Interprétation géométrique
Supposons A commutatif unitaire et noethérien. Soit M un module de type fini sur A. Pour tout idéal premier P de A, le produit tensoriel M⊗Ak(P) – où k(P) est le corps des fractions de A/P – est un espace vectoriel sur k(P). Ainsi M peut être vu comme une famille d'espaces vectoriels (sur des corps variables) paramétrée par les points du spectre Spec A.  L'application qui à P associe la dimension de M⊗Ak(P) est semi-continue supérieurement (Spec A étant muni de la topologie de Zariski, et l'ensemble des entiers positifs ou nuls de la topologie discrète). On peut montrer que lorsque A est réduit, M est plat si et seulement si cette fonction est continue (donc localement constante). 
Un module M est fidèlement plat si et seulement s'il est plat et si M⊗Ak(P) est non nul pour tout P.

## Relation avec les foncteurs Tor
Supposons A commutatif unitaire. Soit M un A-module. Alors la platitude de M est équivalente à chacune des propriétés suivantes : 
- Pour tout A-module N et pour tout entier n supérieur ou égal à 1, on a TornA(M, N) = 0.
- Pour tout idéal de type fini I de A, on a Tor1A(M, A/I) = 0.

Soit A  → B un homomorphisme d'anneaux plat. Alors pour tous A-modules M, N et pour tout entier n > 0, on a 
{\displaystyle \operatorname {Tor} _{n}^{A}(M,N)\otimes _{A}B=\operatorname {Tor} _{n}^{B}(M\otimes _{A}B,N\otimes _{A}B).}